# Зигмунд Герберштайн
Зи́гмунд Ге́рберштайн (нім. Siegmund von Herberstein; 23 серпня 1486 — 28 березня 1566) — барон Священної Римської імперії, військовик, дипломат, картограф. Представник німецького роду Герберштайнів. Народився у Віпаві, Крайна (Словенія). Випускник Віденського університету. Працював імперським посланцем в Данії, Угорщині, Польщі, Литві, Московії (1517, 1526), Османській імперії. Автор «Rerum Moscoviticarum Commentarii» (1549), першого у Західній Європі детального історико-етнографічного опису Московії. Помер у Відні. Також — Зігмунд, Сигізмунд; прізвище — Герберштейн.

## Біографія
Зигмунд Герберштайн народився 1486 року у Віпаві (словен. Vipava, нім. Wippach в Крайнському герцогстві у старовинній німецькій шляхетній родині Герберштайнів. Син Леонарта Герберштайна, гауптмана в Красі й Постойні, та Барбари фон Люггер.
У 1499–1502 рр. вивчав філософію та право у Віденському університеті й отримав ступінь бакалавра. В 1506 році розпочав офіцерську кар'єру, брав участь у декількох воєнних кампаніях. У 1508 році його було посвячено в лицарі імператором Максиміліаном I, а в 1532 році — даровано титул барона.
Починаючи з 1515 року Зигмунд Герберштайн веде дипломатичну діяльність. За її 38 років, до 1553 року, Герберштайн узяв участь у 69 посольствах до різних країн Європи, а також до Османської імперії. Як дипломат він побував у Данії, Угорському, Польському, Богемському королівствах, Великому князівстві Литовському, Великому князівстві Московському. Габсбурги щедро винагороджували його за вірнопідданність як титулами, так і землями.
Двічі (1517 і 1526 роки) Герберштайн відвідав Велике князівство Московське як посол Священної Римської імперії з метою залучити великого князя московського Василія III Івановича до спільної боротьби проти Османської імперії. Бував З. Герберштайн і в Україні.
1541 р. Герберштайн з дипломатичним дорученням відвідав щойно взяту турками після Могацької битви Буду, де мав особисту зустріч з султаном Сулейманом Законодавцем.

## Карти
1546 р. Перша з відомих карта Московії «Moscovia Sigismundi liberi Baronis in Herberstein, Neiperg, et Gutenhag anno M. D. XLVI». Українські землі — PODOLIA (Поділля) та SEVERA (Сіверщина).1550 р. Карта Московії зі значними змінами. Гравійована на дереві Джакомо Гастальді у вигляді трапеції. Назва ПОДІЛЛЯ (PODOLIA) на карті відсутня, але з'являються назви Кодимія та Бессарабія..

## Праці
- Herberstein von, S. Rerum Moscoviticarum Commentarii. Vienn, 1549.